# Wezer
De Wezer (Duits: Weser, Nedersaksisch: Werser) is een rivier in Duitsland, de grootste die in dat land begint en eindigt (in de Noordzee). De Wezer draagt die naam vanaf Hannoversch Münden, waar de Werra (298 km, bron in het Thüringer Woud) en de Fulda (218 km, bron in de Rhön) samenvloeien. De namen Wezer en Werra gaan terug op dezelfde stam en feitelijk is de Werra te beschouwen als de bovenloop van de Wezer.
Wezer en Werra meten samen 730 km en met de Fulda en hun zijrivieren voeren ze het water af uit een gebied van 46.306 km², een gebied dat groter is dan Nederland. Het grootste deel daarvan ligt in Nedersaksen. Een bijzonderheid is het zijriviertje de Else. Deze takt af in een zogenaamde bifurcatie van de Hase, die zelf naar de Eems stroomt.
Van Hann. Münden tot de Porta Westfalica bij Minden stroomt de rivier door het Weserbergland en heet dan de Boven-Wezer (205 km). Bij Porta Westfalica breekt de rivier door de laatste heuvelrug die daar aan de westerzijde van de Wezer het Wiehengebergte en aan de oosterzijde het Wezergebergte heet. Van hier tot Bremen, de belangrijkste stad aan de rivier, spreken we over de Midden-Wezer (157 km), waar sluizen en stuwen de rivier het gehele jaar bevaarbaar houden. Het estuarium van de Wezer begint bij Bremen en heet de Beneden-Wezer. Bij Bremerhaven bereikt de Wezer de Noordzee. Hier volgt nog een stuk Buiten-Wezer, dat overgaat in de Waddenzee en alleen bij laagwater herkenbaar is.
Om schepen te hoeden voor zandbanken zijn verschillende vuurtorens in de Waddenzee gebouwd. Zij begeleiden de schepen vanaf de verkeersscheidingsstelsels op de Noordzee naar de riviermonding. Dit zijn onder andere de Alte Weser, Hoheweg en Tegeler Plate.
Langs de rivier loopt de voor fietsers bewegwijzerde Weserradweg.

## Geschiedenis
In de Lex Frisionum wordt de Wezer (Vuisara of Vuisura) al genoemd als een van de grenzen waarbinnen specifieke elementen van de Friese wet van toepassing waren. 
In 1866 en 1867 werden twee forteilanden, Langlutjen, aangelegd om de toegang tot de Wezer af te sluiten.

## Plaatsen aan de Wezer
- Hannoversch Münden
- Bad Karlshafen
- Höxter
- Abdij van Corvey
- Holzminden
- Bodenwerder
- Hamelen
- Rinteln
- Porta Westfalica
- Minden
- Nienburg
- Hoya
- Achim
- Bremen
- Brake (Unterweser)
- Nordenham
- Bremerhaven

## Zijrivieren
Hoofdstroom

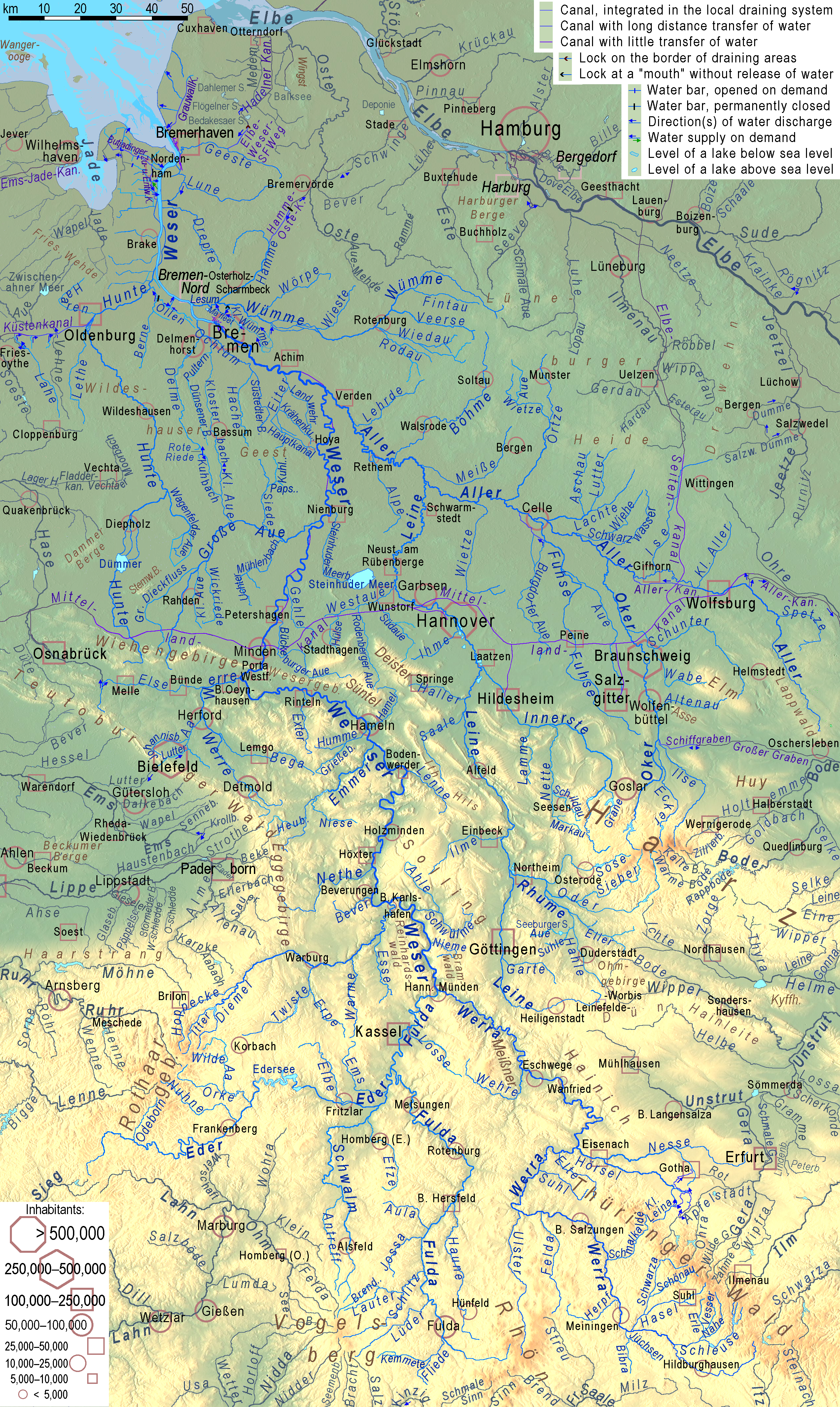
Rivierensysteem van de Weser

De Wezer ontstaat uit het samengaan van de volgende rivieren:
- Werra uit het oosten
  - Hörsel
    - Nesse
- Fulda uit het westen
  - Haune
  - Eder, bronnen van de sterkste waterloop in 't systeem van de Wezer
    - Schwalm

Zijrivier (stroomafwaarts):
- Schede (van rechts, bij Gimte, tegenover Hilwartshausen)
- Nieme (van rechts, bij Bursfelde)
- Schwülme (van rechts, bij Wahlsburg)
- Diemel (van links, bij Bad Karlshafen, Weserkilometer 44,800)
- Bever (van links, bij Beverungen)
- Nethe (van links, bij Godelheim, Stadt Höxter)
- Lenne (van rechts, in Bodenwerder)
- Emmer (vlak voor Hamelen van links)
- Humme (vlak voor Hamelen van links)
- Hamel (twee mondingen van rechts in Hamelen)
- Exter (van links, bij Rinteln, zie Extertal)
- Kalle (van links, na Vlotho, zie Kalletal)
- Werre (van links in Bad Oeynhausen)
  - Else (van links bij Löhne, komt als tak van de Hase, de grootste zijrivier van de Eems)
- Bastau (van links in Minden)
- Aue (van rechts, bij Lahde)
- Ösper (van links, in Petershagen)
- Große Aue (van links voor Nienburg)
- Meerbach, uitloop van de Steinhuder Meer (van rechts, in Nienburg)
- Aller (van rechts, bij Verden, Weserkilometer 326,400)
  - Oker
  - Leine
    - Rhume
      - Oder, bronnen van de sterkste waterloop in 't systeem van de Aller

    - Innerste

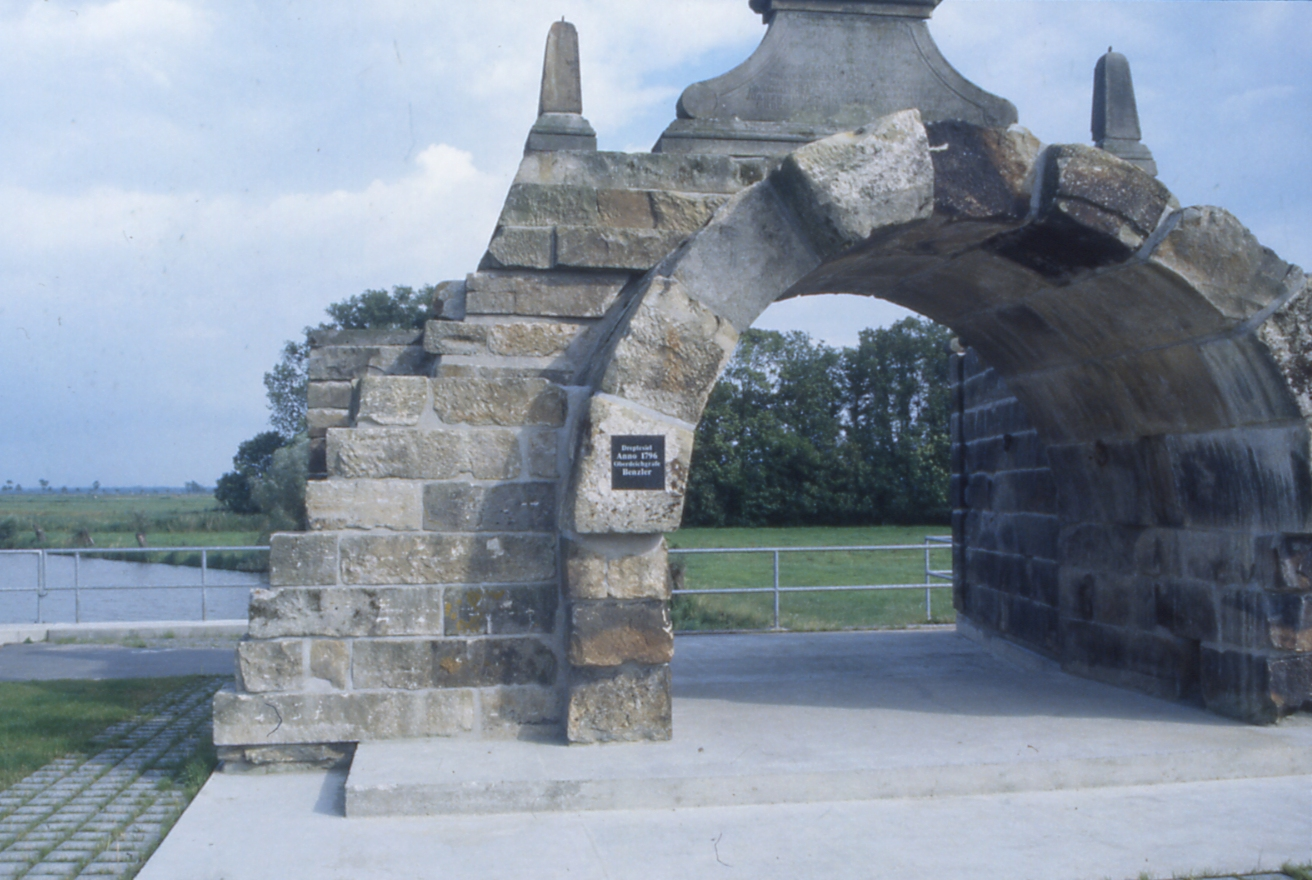
Met originale stenen gereconstrueerde historische spuisluis van de Drepte

- Eiter (van links, bij Thedinghausen)
- Ochtum (van links, in Bremen-Seehausen, Unterweser-km 12,850)
- Lesum (van rechts, in Bremen-Vegesack, Unterweser-km 17,490)
- Hunte, loopt door de Dümmer (van links, bij Elsfleth, Unterweser-km 32,090)
- Drepte (van rechts, in Dreptersiel)
- Lune (van rechts, bij Bremerhaven)
- Geeste (van rechts, in Bremerhaven)

### Rivierensysteem
Langste waterlopen:
1. Werra–Wezer, 751 km
2. Oker–Aller, 369 km
3. Leine, 278 km

Sterkste waterlopen:
1. Eder–Fulda–Wezer
2. Oder (Harz)–Leine–Aller
3. Werra

Grootste deelbekkens:

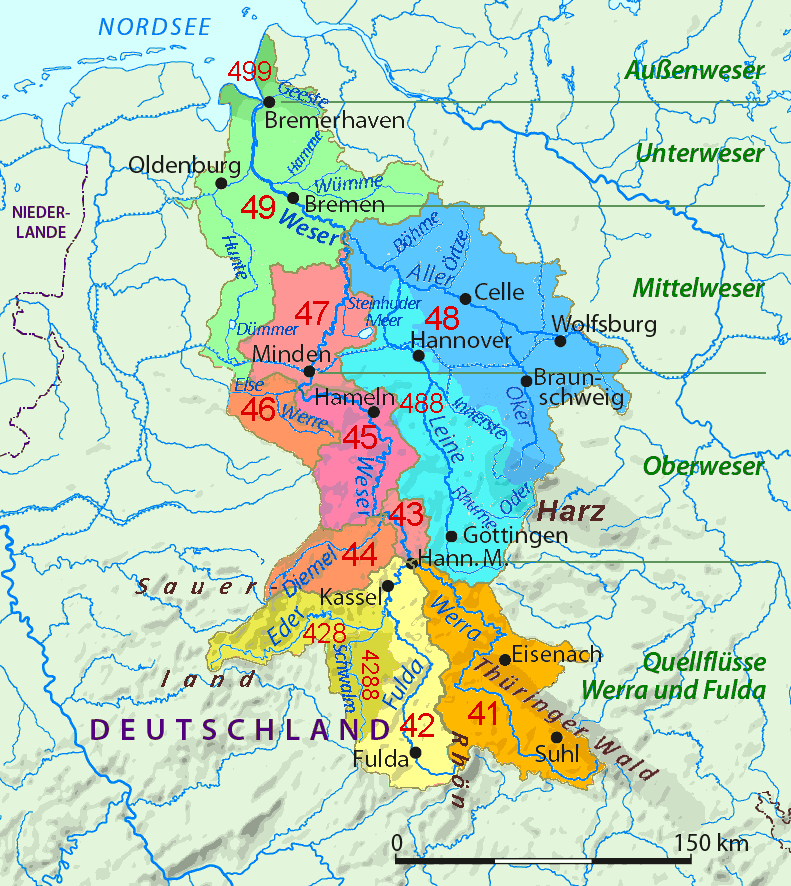
Deelbekkens van de Wezer-bekken

– gedeeltelijk dubbel inachtneming –
1. Aller totaal, 15.721 km²
2. Wezer tussen Hann. Münden en de Aller-monding, 9.760 km²
3. Wezer beneden de Aller-monding 8.353 km²
4. Aller boven de Leine-monding, 7.442,71 km²
5. Fulda, 6.947 km²
6. Leine (deel van 't Aller-bekken), 6.517 km²
7. Werra, 5.497 km²

- Biblioteca Nacional de España: XX5325783
- Bibliothèque nationale de France: cb14032952j (data)
- Gemeinsame Normdatei: 4065710-3
- Library of Congress Control Number: sh85146133
- National Archives and Records Administration: 10044957
- Nationale Bibliotheek van Tsjechië: ge602996
- Nationale Bibliotheek van Israël: 987007553632405171
- Virtual International Authority File: 210145542520896640343